# Philip S. Khoury
Philip S. Khoury (né le 15 octobre 1949) est un professeur d'histoire, recteur adjoint de l'Institut de technologie du Massachusetts (MIT). Il est également président du conseil d'administration de l'université américaine de Beyrouth.

## Récompenses et distinctions
- 1987 : prix George Louis Beer de la Société américaine d'histoire
- 1998 : élu président de la Middle East Studies Association (en) (MESA)[3]
- 2002 : élu membre de l'Académie américaine des arts et des sciences[4].
- 2008 : élu membre de l'Association américaine pour l'avancement des sciences.

## Crédit d'auteurs
- (en) Cet article est partiellement ou en totalité issu de l’article de Wikipédia en anglais intitulé « Philip S. Khoury » (voir la liste des auteurs).